# 乔治·卢安热
乔治·卢安热 BVO（1910年8月29日—2018年12月28日），法國猶太人，出生於德意志帝國史特拉斯堡（現屬法國），曾於第二次世界大戰期間參與法國抵抗運動。

## 生平
乔治·卢安热出生於德意志帝國統治時期的史特拉斯堡，有一表弟為法國戲劇家馬歇·馬叟，另有一姪女為以色列歌手雅爾黛娜·阿拉齊。

### 二戰期間
乔治·卢安热在第二次世界大戰之初即開始對抗納粹德國，在1940年時曾遭德軍俘獲並被送往戰俘營，但是因為金髮及湛藍的眼眸，以及體育背景以致體格較為強壯而未被察覺是猶太人。同年，他成功逃離戰俘營，並加入法國抵抗運動。在參與期間，他至少救出350名猶太裔孩童免受納粹集中營之難。

### 晚年與辭世
2010年，乔治·卢安热年滿100歲而成為人瑞。2013年3月，當時的以色列總統希蒙·佩雷斯曾接見乔治·卢安热。2014年，他獲頒史特拉斯堡榮譽市民。2016年，獲頒德國的聯邦十字勳章。
2018年12月28日，乔治·卢安热在法國巴黎辭世，享年108歲。